# Epirhyssa fulva
Epirhyssa fulva är en stekelart som beskrevs av Porter 1978. Epirhyssa fulva ingår i släktet Epirhyssa och familjen brokparasitsteklar. Inga underarter finns listade i Catalogue of Life.